# 什馬列什凱托普利采市鎮

什馬列什凱托普利采市鎮在斯洛文尼亚的位置

什馬列什凱托普利采市鎮是斯洛文尼亚东南部的一個市镇，位於下卡尼奧拉地區，屬於东南斯洛文尼亚统计區，行政中心為什馬列什凱托普利采。市镇面积为34.2平方公里，2020年人口数量为3,507人。

## 外部連結
- 官方网站  （斯洛文尼亚文）
- Municipality of Šmarješke Toplice at Geopedia （页面存档备份，存于）